# Робертс Гиллан, Лиза
Лиза Робертс Гиллан (англ. Lisa Roberts Gillan 1965, Декейтер, Джорджия, США) — американская актриса и продюсер. Родная сестра голливудских звезд Эрика Робертса и Джулии Робертс, тетя актрисы Эммы Робертс.

## Биография
Лиза Робертс Гиллан родилась в Декейтере, Джорджия, США. Отец Лизы, Уолтер Грэйди Робертс (1933—1977), был продавцом водяных матрасов и одновременно актером и писателем. Мать Лизы, Бетти Лу Бредемас, работала секретарем в церковном приходе и также была актрисой, родилась в Миннеаполисе в 1934 году. Отец владел маленькой актёрской школой для детей в Декейтер, Джорджия, которую посещали дети Мартина Лютера Кинга.
В 1971 году её мать Бетти Лу Робертс подала на развод и в 1972 году повторно вышла замуж за театрального критика Майкла Моутса. После развода мать с детьми переехали в Смерну, штат Джорджия. В браке Бетти и Майкла родилась дочь Нэнси Моутс, которая умерла 9 февраля 2014 года в Лос-Анджелесе в результате передозировки наркотиков в возрасте 37 лет. Брак Бетти Лу с Моутсом распался в 1983 году. Позже Бетти называла это замужество «большой ошибкой»: отчим применял физическое насилие к детям Бетти.
Отец Лизы также повторно женился на Эйлин Селларс в 1974 году. Мачеха смогла построить хорошие отношения с детьми Уолтера от первого брака, однако скоропостижно скончалась в сентябре 1977 года от несчастного случая. Сам Уолтер пережил Эйлин всего на несколько месяцев, умер в декабре того же года от рака желудка.
Лиза находится в браке с актером Тони Гилланом.

## Фильмография
Продюсер
- 1995 Милый Джерси
- 2004 Саманта: Каникулы американской девочки
- 2005 Фелисити Приключения американской девочки
- 2006 Молли: Aмериканская девочка на домашнем фронте
- 2008 Кот Киттредж: Загадка «Американской девочки»
- 2011 Boys and Other Distractions
- 2011 Экстраординарные мамы
- 2012 Невыносимая Генри